# 元世祖平云南碑

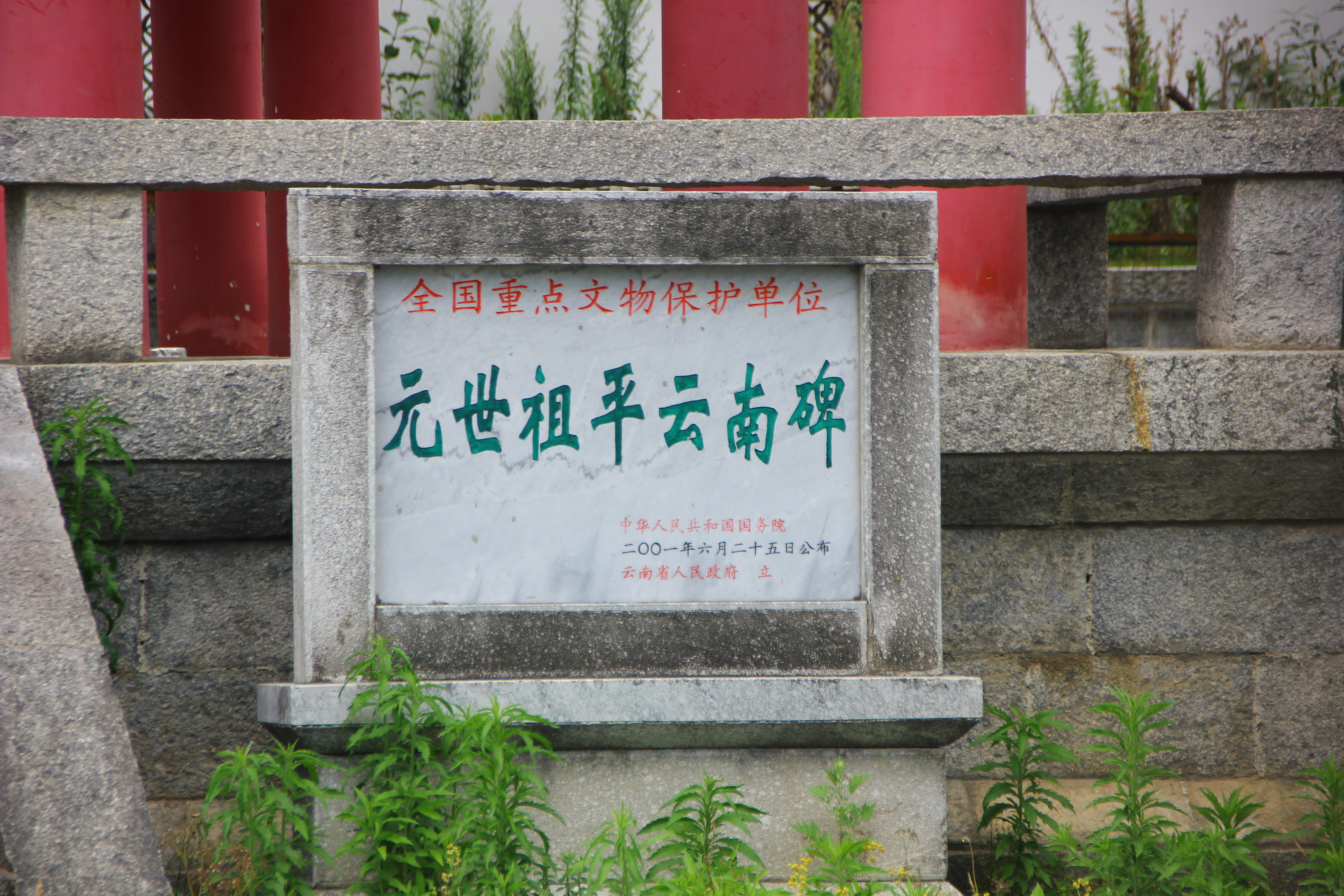
全国重点文物保护单位碑

平云南碑位于大理市大理镇西门社区三月街街场内，元成宗大德八年（1304年）立。翰林院学士程文海撰文，全碑1300字，存千余字，记述了元世祖忽必烈攻平大理事略。

## 来历
1252年蒙古大汗蒙哥令其弟忽必烈、大将兀良哈台征大理国，翌年平。
元大德八年（1304年），云南平章政事也速答儿建言立碑，翰林院学士程文海奉诏命撰写碑文。碑文落款为“元宪二年仲春月黄道之吉旦”，而元代并无“元宪”之年号，故立碑年份有争议。

## 外观
碑由青石龟碑座、碑身、碑额组成。通高5.35米，宽2米。青石质石龟碑座长3.36米，宽2.23米，高0.9米。碑身由上下两块青石拼接，上石高1.3米，宽1.55米，30行，每行21字；下石高1.55米，宽1.55米，28行，每行25字。正文第一行分别于上下两石刻有“世祖平云南碑”和“翰林院臣程文海撰”；其余文字先书刻于上石，再转接下石；上石碑文追述平云南事略，下石颂扬世祖皇帝功德。碑阴刻立碑官职题名。碑身上方位大理石质的半圆形碑额，高1.3米，宽2.3米，篆有“世祖皇帝平云南碑”八字。

## 保护情况
1965年公布为云南省文物保护单位。“文革”期间，1966年被学生撬倒，并凿去碑文196字。1975年复立起并加固，还建起围墙以保护。1983年1月，重新公布为省级文物保护单位。1988年扩建围墙，1992年建起值班室。2001年公布为第五批全国重点文物保护单位。2006年，国家文物局拨款50多万元建盖保护碑亭、修补碑身及碑座。2018年，大理旅游度假区拨款150万元整治周围环境、新建大门。